# Achille-Félix Montaubry
Achille-Félix Montaubry (Deux-Sèvres, Niort, 12 de novembre de 1826 - Angers, 2 d'octubre de 1898) fou un compositor i cantant d'òpera de la tessitura de tenor. El seu germà Jean-Baptiste-Edouard (1824–1883) també fou compositor i director d'orquestra.
Posseïa una bella veu de tenor, i després d'haver actuat en els principals teatres de províncies i Amèrica, debutà en l'Opéra-Comique de París el 1858, on va romandre per espai de deu anys i va ser un dels artistes favorits del públic. Després es dedicà a l'ensenyament.
Va compondre dues operetes Horace i Son altesse le Printemps. La seva esposa Carolina Prévost, era també una cantant de molt talent.